# Dead Man Dating
Dead Man Dating is de vierde aflevering uit het eerste seizoen van Charmed. De aflevering is geschreven door Javier Grillo-Marxuach, en geregisseerd door Richard Compton.

## Verhaal
De geest van een Chinees-Amerikaanse man roept de hulp in van Piper die in een dilemma zit over het wel of niet houden van een verrassingsfeest voor Prue haar verjaardag. Het lichaam van Mark de geest is vermoord door een lid van de Chinese maffia, genaamd Tony Wong. Om zijn eigen dood te ensceneren doet Wong zijn ring aan de vinger van de vermoorde Mark, om nadien zijn lichaam te verbranden. Mark is niet zeker waarom hij gedood werd, en hij vertelt Piper dat als zijn lichaam niet vlug begraven wordt er volgens de Chinese mythologie de demon Yama, poortwachter van de hel zijn ziel kan opeisen. Piper en Mark besluiten om de plaats van de moord te bezichtigen en komen daar de demon Yama tegen, Piper bevriest de demon en vlucht weg met Mark om de dader van de moord te pakken. Wat later zien Piper en Mark op het nieuws een reportage over zijn dood, maar het slachtoffer wordt daarin geïdentificeerd als Tony Wong.
Nu dat de identiteit van de dader bekend is krijgt Phoebe een visioen met de locatie van Tony Wong. Piper en Mark gaan Wong opzoeken, en Piper fotografeert Tony Wong met het krantenartikel over zijn dood, en bezorgt de foto aan Andy Trudeau. Piper wordt ontvoerd door Wong, maar komt om het leven bij een vuurgevecht tussen hem en de politie die reageerde op de anonieme tip van Piper. Yama vangt vervolgens de ziel van Tony Wong, maar wil ook de ziel van Mark, Piper en de zussen komen tussen en spreken met de poortwachter in Mark zijn voordeel. Mark kan eindelijk begraven worden. Ondertussen werkt Phoebe in een hotel als helderziende. Ze krijgt een echt visioen, maar ze kan misschien het slachtoffer niet redden van een toekomstig ongeluk, omdat het slachtoffer denkt dat ze een geestelijk gestoorde stalkster is. Vastberaden om haar onschuldige niet te verliezen, moeit Phoebe zich toch en red ze de man van een dodelijke aanrijding met een roze Cadillac. Haar inspanningen leiden ertoe dat ze dankbaarder is over de plicht van een Charmed One om de onschuldige te beschermen

## Referentie
- Titels van afleveringen van Charmed verwijzen altijd expliciet of impliciet naar andere titels of zaken. De titel van deze aflevering verwijst naar: Tim Robbins sterke film Dead Man Walking uit (1995), een sterk verhaal dat gaat over gevangenen die de doodstraf hebben gekregen in de Verenigde Staten, deze worden in een aparte vleugel van de gevangenis vastgezet, de Death rowe in afwachting van hun executie.
- De actrice Shirley MacLaine
- Buffy the Vampire Slayer, aflevering Becoming (Close your eyes)
- Een kopie van de San Francisco Herald een krant in San Francisco.
- Albert Camus
- Weight Watchers
- Berlitz: lang afstandsonderwijs, bevat taalpakketten die men zelfstandig kan bestuderen.

## Foutjes
- Ondanks Prue haar veronderstelling dat Tony Wong Mark vermoord heeft, omdat ze op elkaar lijken, is dit echt niet zo. De verschillen zijn niet enkel merkbaar in de gezichten, Mark is ook veel groter dan Wong.
- Mark is niet corporaal en kan door objecten lopen, doch heeft hij Piper nodig om het portier van haar auto te openen.
- De continuïteit in Charmed wat betreft de presentatie van geesten is eerder inconsequent. Soms kunnen ze objecten aanraken, en soms ook weer niet.
- Niemand ziet op Marks begrafenis dat Piper, Phoebe en Prue wat in het ijle aan het praten zijn.
- Phoebe en Prue zijn in de slaapkamer van Prue televisie aan het kijken. In de volgende scène arriveren Piper en Mark in het huis en wordt Piper ontvoerd. Phoebe en Prue haasten zich naar beneden en dragen kleren die compleet anders zijn dan diegene die men gezien heeft in de vorige scène.
- Er is geen kanaalidentificatie bij het televisienieuws.
- Andy geeft Prue een sleutel als een vroeg verjaardagsgeschenk en vertelt haar dat het een sleutel is van de Calistoga Spa, waar hij voor hen het volgende weekeinde heeft gereserveerd, in aanpalende kamers. Maar van waar kwam de sleutel? Je krijgt immers de sleutel van een kamer alleen wanneer je je incheckt in een accommodatie en niet een week voor je op vakantie gaat.
- Wanneer Prue Susan Trudeau ontmoet in het restaurant vraagt ze of ze Andy's zuster is en komt ze te weten dat Susan de ex-vrouw is van Andy. Maar Prue kende Andy al vanaf de lagere school en moet dan ook geweten hebben dat Andy geen zuster heeft.

## Trivia
- Het telefoonnummer dat Piper omcirkeld vindt in de krant is: 415-555-0163. De reden dat veel telefoonnummers in Amerikaanse films of series de nummers 555 bevatten, is dat namen een deel van de telefoonnummers waren. De toetsen correspondeerden ook met de letters van het alfabet. De eerste drie cijfers waren van de zone waaruit iemand belde. Voor het cijfer 5 komt dit overeen met de letters J, K en L. Er zijn niet zoveel Amerikaanse plaatsnamen die enkel een combinatie gebruiken van deze letters. Dus door het zeer lage aantal aan 555-codes, werd Hollywood aangemoedigd om hen te quoteren in hun producties en dit om te voorkomen dat echte abonnementnummers werden gebruikt, en zo werden abonnees niet lastiggevallen door mensen die de nummers uitprobeerden die ze in de film gehoord hadden. Nu wordt het nummer 555 gebruikt door verschillende internetaanbieders. De nummers 555-0100 tot 555-0199 worden specifiek gereserveerd door de telefoonmaatschappij voor de ontspanningsindustrie in de VS.